# Championnats du monde de tennis de table 1981
Navigation
Édition précédente Édition suivante
Les championnats du monde de tennis de table 1981, trente-sixième édition des championnats du monde de tennis de table, ont lieu du 14 au 26 avril 1981 au 6 mai 1979 à Novi Sad, en Yougoslavie.
Le titre messieurs est remporté par le chinois Guo Yuehua.

## Résultats individuels et en doubles
| Épreuves         | Or                      | Argent                | Bronze                             |
| ---------------- | ----------------------- | --------------------- | ---------------------------------- |
| Simple messieurs | Guo Yuehua              | Cai Zhenhua           | Dragutin Šurbek                    |
| Simple messieurs | Guo Yuehua              | Cai Zhenhua           | Stellan Bengtsson                  |
| Simple dames     | Tong Ling               | Cao Yanhua            | Zhang Deying                       |
| Simple dames     | Tong Ling               | Cao Yanhua            | Lee Soo-ja                         |
| Double messieurs | Cai Zhenhua Li Zhenshi  | Guo Yuehua Xie Saike  | Dragutin Šurbek Antun Stipančić    |
| Double messieurs | Cai Zhenhua Li Zhenshi  | Guo Yuehua Xie Saike  | Patrick Birocheau Jacques Secrétin |
| Double dames     | Cao Yanhua Zhang Deying | Pu Qijuan Tong Ling   | An Hae-sook Hwang Nam-sook         |
| Double dames     | Cao Yanhua Zhang Deying | Pu Qijuan Tong Ling   | Huang Junqun Yan Guili             |
| Double mixte     | Xie Saike Huang Junqun  | Chen Xinhua Tong Ling | Huang Liang Pu Qijuan              |
| Double mixte     | Xie Saike Huang Junqun  | Chen Xinhua Tong Ling | Dragutin Šurbek Branka Batinić     |

## Résultats par équipes
| Épreuves  | Or                                                                      | Argent                                                                                | Bronze                                                                             |
| --------- | ----------------------------------------------------------------------- | ------------------------------------------------------------------------------------- | ---------------------------------------------------------------------------------- |
| Messieurs | Chine- Guo Yuehua - Shi Zhihao - Xie Saike - Wang Huiyuan - Cai Zhenhua | Hongrie- Gábor Gergely - István Jónyer - Tibor Klampár - Tibor Kreisz - Zsolt Kriston | Japon- Seiji Ono - Hiroyuki Abe - Hideo Gotoh - Norio Takashima - Masahiro Maehara |
| Dames     | Chine- Tong Ling - Cao Yanhua - Qi Baoxiang - Zhang Deying              | Corée du Sud- Kim Kyung-ja - Hwang Nam-sook - An Hae-sook - Lee Soo-ja                | Corée du Nord- Pak Yung-sun - Li Song-suk - Kim Gyong-sun                          |